# Mosaic de la Medusa

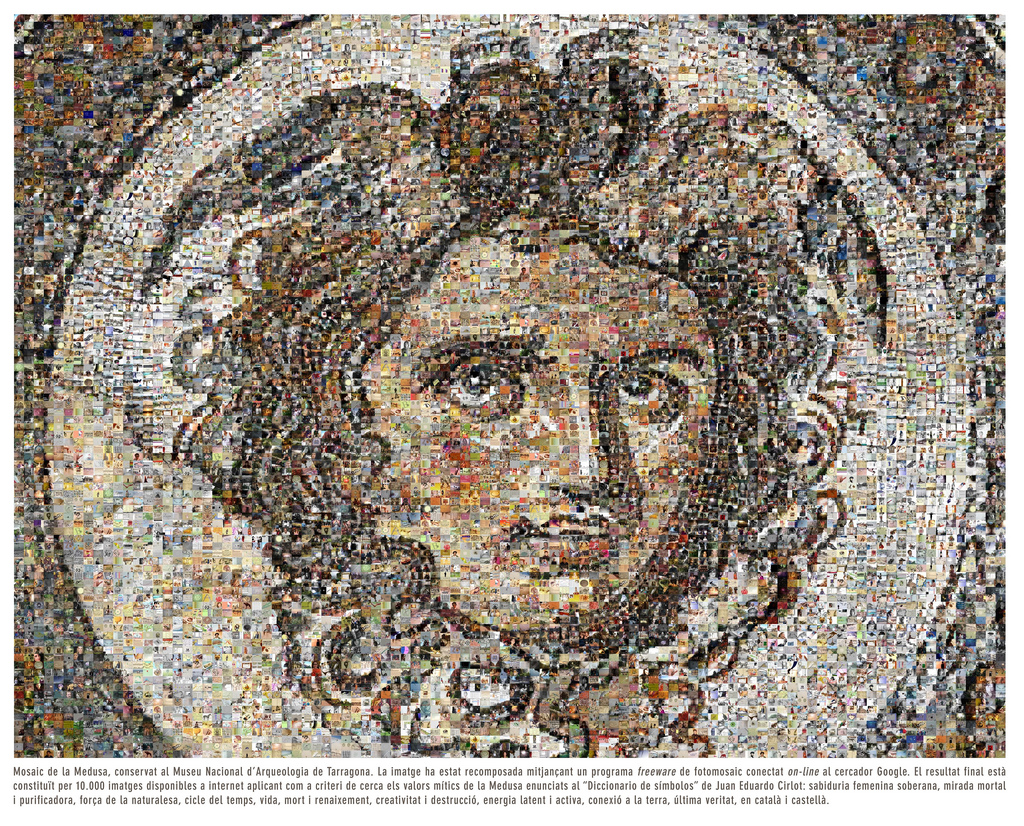
El mosaic de la medusa.

El mosaic de la Medusa és un sarcòfag romà de taller grec datat en la primera meitat del segle iii, de marbre, trobat trossejat el 1845 als terrenys de la pedrera del port de Tarragona, d'on fou retirat en 1856 per Bonaventura Hernández i Sanahuja i que actualment es troba al Museu Arqueològic de Tarragona. El tros que s'ha conservat mesura 4,6 per 2,4 metres de costat. En ell es veu el cap de la Medusa.En aquest mosaic veiem l'escena del mite de Perseu on el mateix Perseu es troba amb Andròmeda.